# Caroline Sunshine
Caroline Mohr Sunshine (Atlanta, 5 settembre 1995) è un'attrice e cantante statunitense.
È conosciuta soprattutto per il ruolo di Barbara Winslow nel film Sansone, e per il personaggio di Tinka Hessenheffer nella serie tv A tutto ritmo. Nel gennaio 2018 ha partecipato ad uno stage alla Casa Bianca e da metà marzo lavora per il presidente Donald Trump come assistente dell'ufficio stampa del governo americano.

## Filmografia

### Cinema
- Marmaduke, regia di Tom Dey (2010)
- Zendaya: Behind the Scenes – film documentario (2012)
- The Outfield, regia di Michael Goldfine e Eli Gonda (2015)

### Televisione
- A tutto ritmo (Shake It Up) – serie TV, 45 episodi (2010-2013)
- A tutto ritmo - In Giappone (Shake It Up: Made In Japan), regia di Chris Thompson – film TV (2012)
- A.N.T. Farm - Accademia Nuovi Talenti (ANT Farm) – serie TV, episodio 1x22 (2012)
- Fish Hooks - Vita da pesci (Fish Hooks) – serie TV, episodio 3x19 (2014)

## Teatro
- Lo schiaccianoci (2005)
- Stage Door (2006)
- Bring It On the Musical (2014)

## Discografia
- 2012 – Roam (con Davis Cleveland, Kenton Duty, Adam Irigoyen)
- 2012 – The Star I R
- 2012 – All I Want for Christmas Is You
- 2013 – Afterparty (con Roshon Fegan)